# Boeing Business Jets
Boeing Business Jets (BBJ) is een onderdeel van de firma Boeing dat zakenjets en regeringstoestellen maakt van bestaande commerciële, door Boeing ontworpen vliegtuigen. BBJ bouwt de vliegtuigen om naar de wens van de particulier. Onder andere slaap-, kantoor-, badkamer- en eetfaciliteiten kunnen worden ingebouwd. De meeste vliegtuigen bieden plaats aan 25 tot 50 personen. Het gamma bestaat uit de omgebouwde: BBJ max (gebaseerd op de 737), 747, 767, 777 en 787.

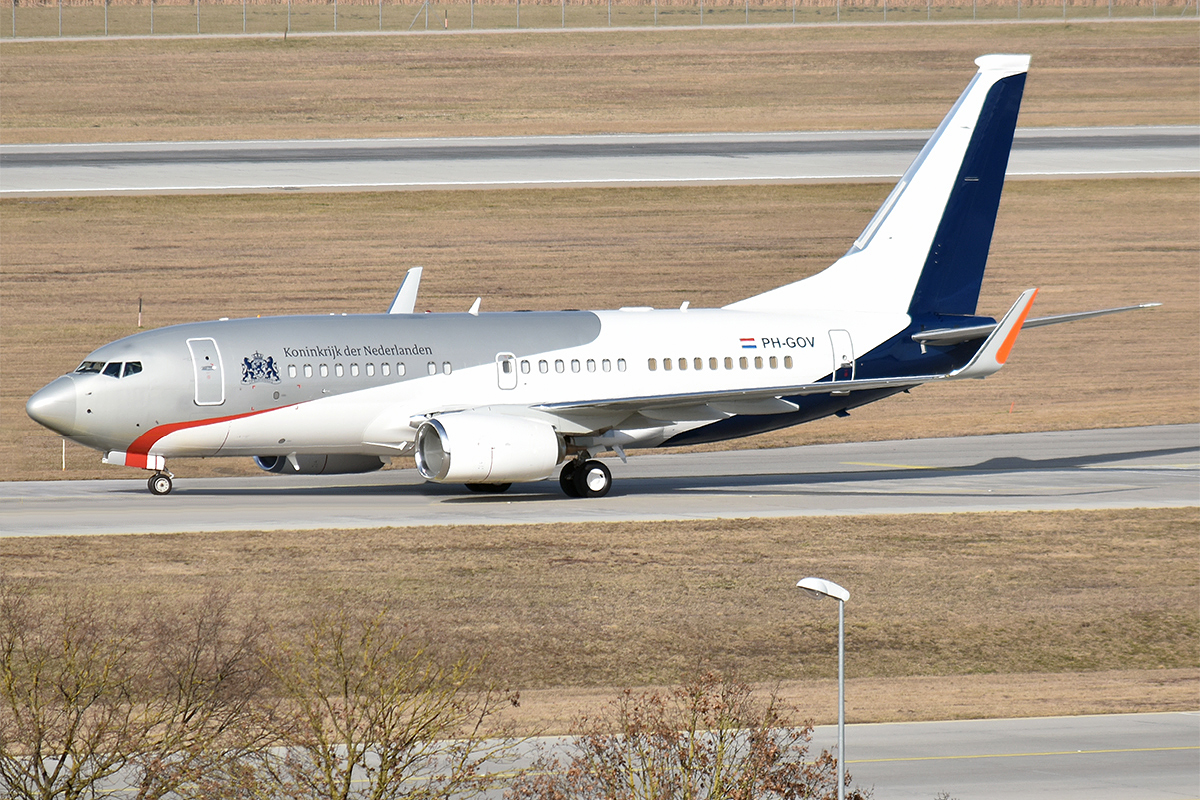
Het Nederlandse regeringstoestel, een 737 BBJ max met registratie PH-GOV op Luchthaven München

## Nederlands regeringstoestel
In april 2017 werd aangekondigd dat het toenmalige regeringstoestel (Fokker 70) in 2019 vervangen zou worden door een Boeing 737 BBJ. Het toestel wordt gevlogen en onderhouden door KLM-personeel. Het toestel biedt plaats aan 24 passagiers. Boeing bouwde het vliegtuig, waarna Fokker Technologies het interieur heeft geplaatst.